# Municipio de Frenchtown (Míchigan)
El municipio de Frenchtown (en inglés: Frenchtown Township) es un municipio ubicado en el condado de Monroe en el estado estadounidense de Míchigan. En el año 2010 tenía una población de 20428 habitantes y una densidad poblacional de 182,92 personas por km².

## Geografía
El municipio de Frenchtown se encuentra ubicado en las coordenadas 41°57′40″N 83°21′29″O / 41.96111, -83.35806. Según la Oficina del Censo de los Estados Unidos, el municipio tiene una superficie total de 111,68 km², de la cual 108,3 km² corresponden a tierra firme y (3,02%) 3,37 km² es agua.

## Demografía
Según el censo de 2010, había 20428 personas residiendo en el municipio de Frenchtown. La densidad de población era de 182,92 hab./km². De los 20.428 habitantes, el municipio de Frenchtown estaba compuesto por el 93,44% blancos, el 2,1% eran afroamericanos, el 0,34% eran amerindios, el 0,63% eran asiáticos, el 0.01% eran isleños del Pacífico, el 1,35% eran de otras razas y el 2,14% pertenecían a dos o más razas. Del total de la población el 4,15% eran hispanos o latinos de cualquier raza.